# Bahnhof Szczecin Mścięcino

Szczecin Mścięcino ist eine ehemalige Eisenbahnhaltestelle der Bahnstrecke Szczecin–Trzebież Szczeciński, die sich in der Nähe der Grenze zwischen Stettin und Police befand.

## Allgemeine Informationen
Szczecin Mścięcino war die letzte Eisenbahnhaltestelle der Bahnstrecke nach Trzebież in den Verwaltungsgrenzen von Stettin. Der Name kommt von der Ortschaft Mścięcino (Messenthin), heute ein Stadtteil von Police. Die Haltestelle befindet sich im Waldpark Mścięcino, in dem sich auch ein ehemaliges Bahnhofsgebäude befindet. Im Jahre 2002 wurde der Bahnhof wie auch die ganze Strecke für den Personenverkehr eingestellt. Die nächste Bushaltestelle heißt „Police Palmowa“.

## Vorherige Namen
- Messenthin (1898–1945)
- Mieszęcin (1945–1946)
- Mścięcino (1946–1947)
- Szczecin Mścięcino (1947–2024)[1]